# Urmatt
Urmatt település Franciaországban, Bas-Rhin megyében. Lakosainak száma 1476 fő (2022. január 1.). Urmatt Lutzelhouse, Muhlbach-sur-Bruche, Niederhaslach és Oberhaslach községekkel határos.

## Népesség
A település népessége az elmúlt években az alábbi módon változott:
| Lakosok száma | 1487 | 1496 | 1522 | 1478 | 1469 | 1457 | 1452 | 1448 | 1476 |
|               | 2013 | 2015 | 2016 | 2017 | 2018 | 2019 | 2020 | 2021 | 2022 |